# يوهان بيرتيلسون
يوهان بيرتيلسون (بالسويدية: Johan Bertilsson)‏ (15 فبراير 1988 في السويد - ) هو لاعب كرة قدم سويدي في مركز الوسط. شارك مع منتخب السويد تحت 17 سنة لكرة القدم ومنتخب السويد تحت 19 سنة لكرة القدم. أما مع النوادي، فقد لعب مع زاغويمبيه لوبين وغيفلي ونادي كالمار ونادي ديجرفورس وCarlstad United BK ‏ ونادي جونكوبينغ سودرا ‏.

## وصلات خارجية
- يوهان بيرتيلسون على موقع اتحاد السويد (السويدية)
- يوهان بيرتيلسون على موقع قاعدة بيانات كرة القدم.إي يو (الإنجليزية)
- يوهان بيرتيلسون على موقع Soccerway.com (الإنجليزية)
- يوهان بيرتيلسون على موقع عالم كرة القدم.نت (الإنجليزية)